# عبيد الله بن يحيى بن خاقان
هو عبيد الله بن يحيى بن خاقان، الملقب بأبي الحسن، ولد عام 209 للهجرة، شغل منصب وزير في العصر العباسي. استوزره المتوكل والمعتمد. عرف بالحزم والعقل، استمر في عمله في الوزارة إلى أن توفي عام 263 هـ

## السيرة
عبيد الله بن يحيى بن خاقان
أبو الحسن، عبيد الله بن يحيى بن خاقان التركي، ثم البغدادي.
وزر المتوكل، وللمعتمد، وجرت له أمور. وقد نفاه المستعين إلى برقة، ثم قدم بغداد بعد خمس سنين، ثم وزر سنة مائتين ست وخمسين.
ذكر محرز الكاتب أن عبيد الله مرض، فعاده عمه الفتح، فقال له: إن أمير المؤمنين يسأل عن علتك. فقال:
عليل من مكانين *** من الأسقام والدين
وفي هذين لي شغل *** وحسبي شغل هذين
فوصله المتوكل بألف ألف.
وروى الصولي: أن المتوكل قال: مللت من عرض الشيوخ، فابغوني حدثاً. ثم طلب عبيد الله، فلما خاطبه، أعجبته حركته، فأمره أن يكتب، فأعجبه خطه، فقال عمه الفتح: والذي كتب أحسن. قال: وما كتب؟ قال: إنا فتحنا لك فتحاً مبيناً. وقد تفائلت بذلك. فولاه العرض، وحظي عند المتوكل، فكان سمحاً جواداً.

## وفاته
توفي وعليه ست مئة ألف دينار، مع كثرة ضياعه. قيل: قد صدمه خادمه رشيق في لعب الصوالجة، فسقط، ثم مات ليومه، سنة ثلاث وستين ومئتين.